# Myodes andersoni
Myodes andersoni es una especie de roedor de la familia Cricetidae.

## Distribución geográfica
Se encuentra sólo en el Japón. 